# Vakhtang IV de Géorgie
Vakhtang IV de Géorgie (en géorgien : ვახტანგ I ბაგრატიონი, Vakhtang I Bagrationi ; av. 1413 - décembre 1446) est un souverain du royaume de Géorgie qui règne de 1442 à 1446. Membre de la dynastie des Bagrations, il est associé au trône par son père, le roi Alexandre Ier dès 1433, mais est contraint de partager le pouvoir avec ses frères, Démétrius III et Georges VIII. Il ne contrôle qu'une partie de son royaume et doit faire face à une invasion turcomane.

## Biographie

### Jeunesse et roi associé
Vakhtang Bagration est né avant 1413, fils aîné du roi Alexandre Ier de Géorgie et de sa première épouse, Doulandoukht, elle-même fille du prince Bechken II Orbeliani. Peu d'information existe sur sa vie avant son association au trône.
En 1433, son père, se basant sur l'ancien système byzantin de gouvernance et afin d'éviter des problèmes de succession, nomme ses fils Vakhtang, Démétrius, Georges et Zaal comme rois associés au trône, Vakhtang servant comme l'aîné sur ses frères et comme gouverneur de la Kartli. En 1439, il envoie son propre représentant en tant que co-roi au concile de Bâle-Ferrare-Florence-Rome, convenu par le pape Eugène IV, qui tente d'imposer la domination de l'Église catholique sur les nombreuses Églises orthodoxes orientales. L'historien britannique Donald Rayfield théorise que ce représentant a une nature politique, ayant le but de détourner les tentatives des représentants de Samtskhé et de Mingrélie qui demandent la reconnaissance de leur autonomie par Rome.

### Règne

Carte du royaume de Géorgie sous Vakhtang IV

En 1442, Alexandre Ier abdique le trône pour devenir roi. Vakhtang IV est contraint d'accepter le statut de ses frères Georges et Démétrius en tant que co-roi, mais est tout de même reconnu comme roi de Géorgie, couronné par son frère, le Catholicos David III. Il prend alors la titulature traditionnelle des souverains géorgiens : 
« Roi des Raniens, des Kakhiens, des Svanes, des Grecs, des Arméniens, des Mingréliens, des Kartveliens, des Djiks et des Alains, Chirvanchah et chahanchah, Roi des rois d'Iméréthie et d'Amiereti, de l'Est, du Nord et de toute la Chrétienté. »
Le territoire sous contrôle direct de Vakhtang IV n'est pas sûr. D'après Vakhoucht Bagration et Marie-Félicité Brosset, il est chargé de la Karthli, le centre du royaume de Géorgie avec sa capitale, Tbilissi. Au XVIIIe siècle, le Catholicos géorgien Anton II liste ainsi les territoires de Vakhtang IV, qui constituent la Géorgie occidentale : l'Abkhazie, la Djiketi, la Mingrélie, la Gourie et l'Iméréthie. David Bagration, qui écrit au XIXe siècle, lui rajoute l'Ossétie, tandis qu'Anton II donne cette région au co-roi Démétrius. Pour ces deux auteurs, c'est Démétrius III qui est chargé de la Karthli.
À son avènement, dans une union arrangée par son père, il épouse la princesse Sitikhatoun Panaskerteli, fille du noble Zaal Panaskerteli-Tsitsichvili. Mais celle-ci meurt deux ans plus tard en 1444 sans enfant et Vakhtang ne se remarie jamais.
En 1444, Jihan Shah, sultan de la confédération turcomane de Qara Qoyunlu, tente une nouvelle invasion de la Géorgie. Vakhtang le rencontre alors à Akhaltsikhé, en Géorgie septentrionale, où les Géorgiens et les Turcomans s'affrontent dans une bataille sanglante qui se termine dans la soirée sans vainqueur. Durant la nuit, Jihan Shah et ses troupes quittent la Géorgie et retournent vers Tabriz, mettant fin à l'incursion musulmane.
Son court règne de quatre ans est marqué par son échec au plan intérieur d'atténuer la noblesse puissante. Il échoue ainsi de réduire les pouvoirs du grand noble Taqa Panaskerteli, qu'il est obligé de nommer moouravi, ou préfet. À la suite de la mort du prince Jean III de Samtskhé en 1444, il nomme le fils de celui-ci, Qvarqvaré III, comme atabey de la région, mais cette décision mène à une guerre civile entre le nouveau prince et son oncle, Aghbougha, qui sort vainqueur du conflit.
En décembre 1446, Vakhtang IV meurt. Il est enterré dans la cathédrale de Bana, auprès de la reine Sitikhatoun. Sans héritier, le royaume tombe dans un conflit avec sa succession incertaine : tandis que Démétrius III est l'aîné de ses frères, ce dernier se retrouve confiné en Iméréthie après la mort de Vakhtang IV, tandis que Georges VIII prend possession de la Karthli et de la Kakhétie, possiblement d'après le souhait de Vakhtang IV lui-même.

## Famille
En 1442, il épouse Sitikhatoun Panaskerteli, fille du prince Zaal Panaskerteli-Tsitsichvili, seigneur de Khvedoureti et de Kareli. Celle-ci meurt en 1444 sans descendance.